# 벨가르드역
벨가르드역(프랑스어: Gare de Bellegarde)은 프랑스 앵 데파르트망의 벨가르드-쉬르-발서린에 위치한 TGV, TER 오베르뉴-론-알프 및 레만 익스프레스가 운행하는 기차역이다.
첫 번째 역 건물은 1858년에 문을 열었고 세셀과 제네바 사이의 노선에 정차할 수 있었다. 목조 건물은 화재로 소실되어 1907년에 새 건물을 지어야 했다. 수년에 걸쳐 다른 노선이 역까지 도달하여 승객 수가 증가했다. 최초의 떼제베 서비스는 1981년 파리 리옹역과 제네바 간이었다. 단순한 기차역에서 2010년 대규모 구조 조정을 거쳐 인터체인지로 바뀌었다. 이것은 오뷔지선을 개조하기로 한 결정에 의해 촉발되었다.

## 철도망에서의 위치
리옹-제네바 철도의 134,252km와 오뷔지선의 64,523km에 위치한 분기점이며, 고도는 378m이다.

## 역사

### SNCF 생성 전
철도 역사는 19세기 중반 벨가르드-쉬르-발서린에서 시작되었다. 1830년에 벨가르드-제네바 라인에 대한 첫 번째 연구가 수행되었다. 리옹-제네바 철도 건설에 대한 결정은 파리에서 스위스 국경까지의 이동 시간을 6일에서 12시간으로 줄이기 위한 프로젝트의 일부였으며, 1853년 6월 10일 나폴레옹 3세에 의해 제네바 국경에 철도를 건설하는 것에 대한 재정부의 약속에 관한 법률이 통과되면서 확정되었다. 세이셀-제네바 구간은 1858년 3월 18일 벨가르드역에 정차함으로서 개통되었다. 역은 스위스 영토를 통과하는 프랑스 영토를 연결하는 노선을 피하면서 국경 앞의 마지막 교차로로 설계되었다. 따라서 사람과 상품에 대한 세관 통제에 사용되었다.
1880년 8월 30일 롱저레에서 안마스와 에비앙을 거쳐 토농까지 연결되는 노선이 개통되면서 새로운 노선이 개통되었다. 이 서비스는 파리 리옹과 지중해 철도 (PLM) 회사에서 운영했다. 2년 후인 1882년 4월 1일, 오뷔지선의 클뤼즈-벨가르드 구간이 문을 열었다. 이 구간은 돔베 남동 회사가 운영하는 부르캉브레스에서 벨가르드까지의 노선을 완성했다. 1883년에 PLM은 돔베사를 인수했으며, 그 이후로 벨가르드는 PLM이 독점적으로 서비스를 제공했다.
1904년 8월 1일 화재로 역 건물이 완전히 파괴되었다. 옛 건물이 있던 자리에 새 건물을 지어 1907년에 문을 열었다. 2003년 4월 9일 밤 화재로 심각한 피해를 입었다.

### 1938년 이후 – SNCF 창설
1938년에 창설된 SNCF는 PLM에서 Culoz-벨가르드 라인의 운영을 인수했으며, 시간이 지남에 따라 서부 스위스에 대한 새로운 연결을 만들었다. 벨가르드역은 프랑스 전역으로 연결되었다.
시간이 지남에 따라 기술이 발전함에 따라 다양한 유형의 철도 차량이 벨가르드를 통과했으며 X2700 클래스 RGP2는 1954년 6월 30일 리옹-페라쉬에서 제네바까지 첫 운행을 통해 통과했다. 이듬해인 1955년 12월 16일 Culoz - 벨가르드 구간은 1.5kV DC로 전기화됨. 1959년 6월 10일부터 Alpazur 연결(제네바 - 벨가르드 - 그레노블 - Veynes-Dévoluy - Digne)은 알프선을 통해 돌아오는 X4200 클래스 파노라마 철도 차량으로 운영되었다. 그런 다음 1964년 5월 31일, 1등 급행열차인 르 로다니앙(Le Rhodanien)이 제네바와 마르세유를 연결하는 노선에 투입되었다. 1969년 카탈루냐- 탈고 도착 6월 1일 벨가르드, 샹베리에 그르노블(샹베리와 그레노블)을 경유하여 제네바와 바르셀로나 사이에 트랜스 유럽 익스프레스 연결을 만드는 열차. 1972년에는 여객열차가 제네바와 그르노블 사이를 하루에 최대 12회 왕복 운행하고 있었다. 1972년 10월 1일에 X4500급 철도 차량이 그르노블, 샹베리에 벨가르드를 경유하는 발랑스 - 제네바 노선에서 서비스를 개시했으며, 1975년 9월 28일에는 1세대 터보 트레인(소위 'ETG')이 인수되었다. 그들은 너무 성공적이어서 곧 수요를 충족시키기 위해 쌍으로 결합되어야 했다.

### TGV의 도착
1981년 9월 22일 벨가르드-쉬르-발서린에 TGV 서비스 도입, 리옹에서 제네바까지의 자동 루트 완성, 몽블랑 터널 개통으로 벨가르드에 대한 접근성이 크게 향상되어 도시가 산업 구조 조정을 통해 발전할 수 있게 되었다. 벨가르드는 실업률을 전국 평균 이하로 유지한다. 파리와 제네바 사이에 2개의 일일 서비스가 개설되어 파리로 가는 야간열차가 동시에 중단되었지만 벨가르드가 20,000명 미만의 주민이 매일 파리로 가는 떼제베 노선을 운행하는 최초의 도시가 되었다. 그러나 TGV 서비스의 출현은 제네바-바르셀로나 트랜스 유럽 익스프레스의 쇠퇴와 일치했다. 1982년 5월 23일 Catalan Talgo는 유로시티 서비스로 대체되었다. IC 5642/3 열차는 르로다니엔이라는 이름을 이어받았다. 벨가르드, 샹베리, 그르노블, 발랑스, 아비뇽을 거쳐 제네바와 마르세유를 연결했다. 1983년 여름, 떼제베 파리 – 제네바/안시가 만들어졌으며 열차는 큐로즈에서 분할되거나 합류되었다. 1980년대에는 다른 많은 프랑스 역과 마찬가지로 벨가르드로 가는 서비스가 일반적으로 축소되거나 취소되었다. 1984년 여름 이후 La Rochelle – 생제르베 서비스가 중단되었다. 1985년 Z7500, Z9500 및 Z9600 철도 차량이 리옹-제네브/에비앙/생제르베 서비스에 도입되었으며, 1987년에는 클래스 BB 25200 기관차(BB 22200 도입으로 사용 가능)가 도입되었다.locos)는 리옹과 제네바 사이의 푸시풀 코레일 열차와 함께 사용되었다. 1990년대에도 서비스 축소가 계속되었고, Hendaye/Irun에서 제네바까지의 장거리 서비스를 제외하고 지역 TER 서비스만 남았다. 2001년에 코레일 루네아 론-오세앙 리옹-큄페르 서비스는 벨가르드에서 정차하여 제네바까지 연장되었다.
1991년에는 파리와 제네바를 더 가깝게 만드는 프로젝트가 시작되었다. A40 옆에 고속 노선을 건설하는 것이었다. LGV des Titans라는 이 작업은 120억 프랑(20억 유로)으로 추산되어 너무 비쌌기 때문에 1997년 비용이 덜 드는 프로젝트를 위해 포기되었다. 대신 오뷔지선을 업그레이드하기로 결정했다.

## 운행편
다음 서비스는 벨가르드에서 정차한다.
- 떼제베 : 파리-리옹과 에비앙-레-뱅 간 고속 서비스.
- 떼제베 이누이 : 동절기 주말에는 파리-리옹과 생제르베레뱅- 르파예 구간을 하루 2회 왕복 운행한다.
- 떼제베 리리아(TGV Lyria): 파리-리옹/ 마르세유-생 샤를과 제네바-코르나뱅 / 로잔 간 고속 서비스 .
- TER 오베르뉴 론 알프스 :
  - 발랑스 마을과 제네바-코르나방 사이의 지역 서비스.
  - 리옹-파듀와 제네바-코르나방, 에비앙레뱅 또는 생제르베레뱅-르파예 간의 지역 서비스.
  - 샹베리-Challes-레오와 제네바-코르나방 사이의 지역 서비스.
- 레만 익스프레스 L6 : 제네바-코르나방까지 지역 서비스.